# Dong (valuta)
Đồng (₫, Đồng Việt Nam) är den valuta som används i Vietnam. Valutakoden är VND. 1 dông = 10 hào = 100 xu.

## Historia
Namnet kommer från det kinesiska ordet för koppar, tóng (chữ Nho: 銅) och syftade på små bronsmynt av kinesiskt snitt, s.k. cash. Under den franska kolonialtiden kallades dessa mynt för sapèque på franska och cirkulerade parallellt med den franska indokinapiastern (chữ Nho: 元), som var officiell valuta i Franska Indokina.
Den nuvarande valutan, "nya dong", infördes 1978 och ersatte den nordvietnamesiska dongen (valutakod VND) som infördes 1946 i Nordvietnam och den sydvietnamesiska dongen (valutakod VRD) som infördes 1952 i Sydvietnam och dessa båda ersatte i sin tur den tidigare franska indokinapiastern.
1978 förenades även de båda valutorna till en ny gemensam đồng och den sydvietnamesiska dongen upphörde. Vid bytet var omvandlingen 1 ny VND = 1 gammal VND och 0,80 VRD.

## Användning
Valutan ges ut av State Bank of Vietnam / Ngân hàng nhà nước Việt Nam - SBoV som ombildades 1975 och har huvudkontoret i Hanoi.

## Valörer
- underenhet: används inte längre, tidigare hào (1/10 dong) och xu (1/100 dong)
- sedlar: 200, 500, 1 000, 5 000, 10 000, 20 000, 50 000, 100 000, 200 000 och 500 000 VND